# Мьонстерос
Мьонстерос (на шведски: Mönsterås) е град в лен Калмар, югоизточна Швеция. Главен административен център на едноименната община Мьонстерос. Разположен е на пролива Калмарсунд. Намира се на около 270 km на югозапад от столицата Стокхолм и на около 40 km на север от Калмар. Получава статут на търговски град (на шведски шьопинг) през 1952 г. Има крайна жп гара и малко пристанище. Населението на града е 4731 жители според данни от преброяването през 2010 г.

## Личности
Родени
- Карл Бубери (1859-1940), шведски поет